# خورخه رودریگز (بازیکن فوتبال، زاده ۱۹۸۰)
خورخه رودریگز (انگلیسی: Jorge Rodríguez؛ زادهٔ ۱۱ اوت ۱۹۸۰) بازیکن فوتبال اهل اسپانیا است.
از باشگاه‌هایی که در آن بازی کرده‌است می‌توان به باشگاه فوتبال سلتاویگو، باشگاه فوتبال رئال اویدو، باشگاه فوتبال کامپوستلا، و باشگاه فوتبال زامورا
اشاره کرد.